# Stazione di Pignataro Maggiore
Stazione di Pignataro Maggiore vasútállomás Olaszországban, Pignataro Maggiore településen.

## Vasútvonalak
Az állomást az alábbi vasútvonalak érintik:
- Róma–Cassino–Nápoly-vasútvonal

## Kapcsolódó állomások
A vasútállomáshoz az alábbi állomások vannak a legközelebb:
- Stazione di Sparanise